# Saint-Pons (Ardèche)
Saint-Pons è un comune francese di 279 abitanti situato nel dipartimento dell'Ardèche nella regione dell'Alvernia-Rodano-Alpi.

## Società

### Evoluzione demografica
Abitanti censiti